# شالقون
شالقون یا شالگون یکی از روستاهای استان آذربایجان شرقی است که در دهستان ملایعقوب بخش مرکزی شهرستان سرآب واقع شده است. روستای شالقون با بیش از ۲۷۰ خانوار، جمعیتی در حدود ۹۰۰ نفر جمعیت مقیم و جمعیت شناور ۱۵۰۰ نفر، در ۱۸ کیلومتری جنوب شهرستان سرآب واقع گردیده. دارای تابستانی بی‌نهایت مطبوع و زمستانی سرد است. این روستای بهشتی محل ییلاق بسیاری از روستاییان مهاجرت کرده به شهرهای اطراف یا مرکز می‌باشد. اقتصاد آن بر پایه کشاروزی و دامپروری است. از گونه‌های نادر این ناحیه می‌توان به شاهین (ثاقب) اشاره کرد که در کنار سایر دام‌ها قابل مشاهده است. این روستا جزو یکی از چهار روستای هدف گردشگری شهرستان سرآب می‌باشد.